# Polyptychodon
Polyptychodon („zub ve tvaru ploutve“) je vědecky pochybný rod poměrně velkého masožravého mořského plaza, který žil před asi 101 až 89 miliony let (geol. stupně cenoman a turon) v období pozdní křídy.

## Historie
Byl popsán na základě fosilií objevených ve Velké Británii, tomuto rodu jsou ale přisuzovány i zkameněliny známé například z Texasu, Francie nebo České republiky.

## Klasifikace
Typový druh P. interruptus stanovil roku 1841 britský přírodovědec Sir Richard Owen. Postupně se ale situace se zařazováním nového fosilního materiálu k tomuto rodu stala komplikovanou a nepřehlednou. V roce 2016 provedl celkovou revizi tohoto taxonu český paleontolog Daniel Madzia (výsledkem jeho výzkumu je závěr, že Polyptychodon je nejspíš pochybným jménem, tedy nomen dubium).

## Velikost
Délka těla dospělých pliosauridů, řazených do rodu Polyptychodon, činila podle srovnání s rodem Kronosaurus a na základě objevů obratlů ve Francii zhruba kolem 7 metrů. Šlo tedy o poměrně velké predátory křídových moří, ačkoliv nemuselo jít nutně o dominantní predátory svých ekosystémů.

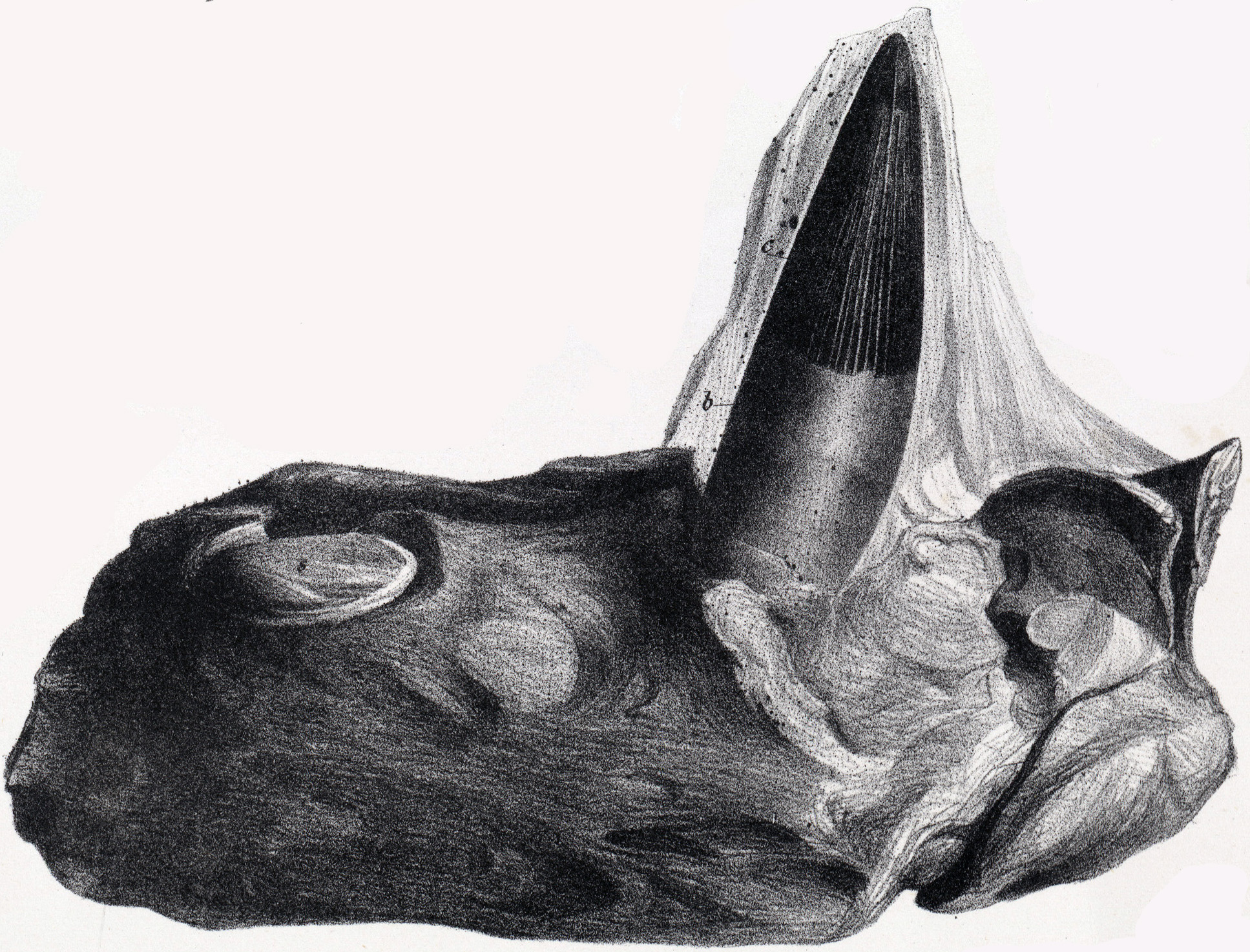
Polyptychodon - fragment fosilní čelisti